# Pan (Vroubel)
Pan (en russe : Пан) est un tableau du peintre russe Mikhaïl Vroubel. Réalisé en 1899, il fait partie du Cycle fantastique de Vroubel (dans lequel on trouve aussi Les Lilas, La Princesse cygne, Vers la nuit, Huitre perlière). Pan est considéré comme le meilleur tableau de ce cycle,.

## Sujet
Le tableau représente Pan, un personnage de la mythologie grecque. Comme il est représenté sur fond de paysage typique du nord de la Russie (plaine, bouleau, bois, rivière), il ressemble au Liéchi de la mythologie slave. Au-dessus de l'horizon apparaît une phase lunaire, qui permet de situer le tableau le matin au crépuscule. Pan est présenté comme un vieillard à moitié chauve mais à la barbe abondante et frisée, aux yeux bleus, avec de petites cornes et des doigts noueux. Il est assis, son genou gauche est plié, il tient en main son attribut éternel, la flûte de Pan. La partie inférieure de son corps est couverte de poils noirs, qui fusionnent avec le sol du bas du tableau (ce qui donne l'impression qu'il se développe sur une souche ou à même le sol). Cette interprétation de l'image du personnage lui donne une force indépendante de créature tellurique intimement liée à la nature, comme dans d'autres tableaux du cycle fantastique de Vroubel. Avec cette représentation d'un Pan-Liéchi sur fond de nature dans un crépuscule nordique, Vroubel tente de faire ressortir une résonance nationale des plus intimes pour les Russes.
La tête de Pan rappelle ici celle d'une pièce d'or de Panticapée (350—320-е avant Jésus-Christ) (actuelle Kertch), mais sa pose est celle du Démon assis de Vroubel, sauf que le personnage tourne ici la tête vers le spectateur.
Ce regard du personnage est sans doute un moyen de réveiller l'intérêt du spectateur qui en regardant le dieu Pan est porté à s'identifier à lui et à devenir lui-même le dieu qui observe. Dans le tableau de Vroubel La Princesse cygne, le personnage regarde aussi fixement le spectateur avec de grands yeux hallucinés.
Par ailleurs, cette représentation de Pan n'est pas du tout étrangère à celle du Démon vroubélien (Le Démon assis, Le Démon volant, Le Démon terrassé). Ce dernier peut être considéré comme une variante de Pan vue à travers l'imaginaire chrétien. Le démon s'est révolté contre dieu, responsable de la mort de Pan et devient son successeur.

## Histoire de la création
Le tableau est peint en 1899, lorsque Vroubel et son épouse visitaient la propriété de la princesse Maria Tenicheva (village de Khotileva, gouvernement d'Orlov). Lors de ce séjour, Vroubel a commencé par peindre un portrait de sa femme sur fond de paysage boisé, mais il ne termine pas le tableau et en quelques jours il réalise ce nouveau tableau avec Pan comme sujet. L'histoire du Saint satyre (du cycle Le Puits de Sainte Claire, 1895) de l'écrivain français Anatole France est l'une des sources d'inspiration de Vroubel,.
Vroubel avait d'abord appelé lui-même le tableau Satyre. Selon Ilia Répine qui en fit la remarque, sur le tableau, l'épaule du satyre semble démise.

## Le cycle fantastique
Plusieurs tableaux de Vroubel sont regroupés sous le nom de cycle fantastique ou cycle des fées : 

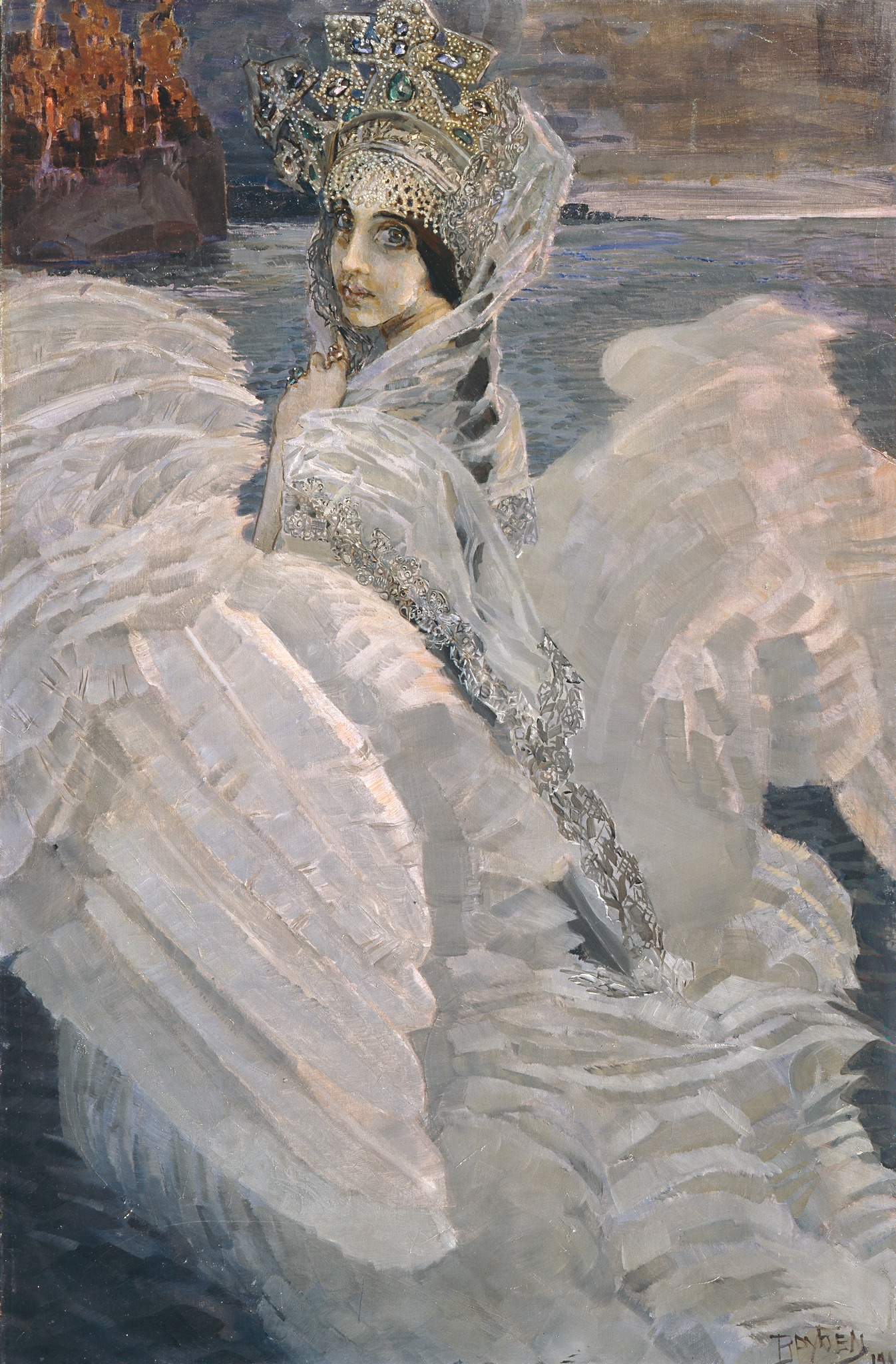
La Princesse cygne (1900)
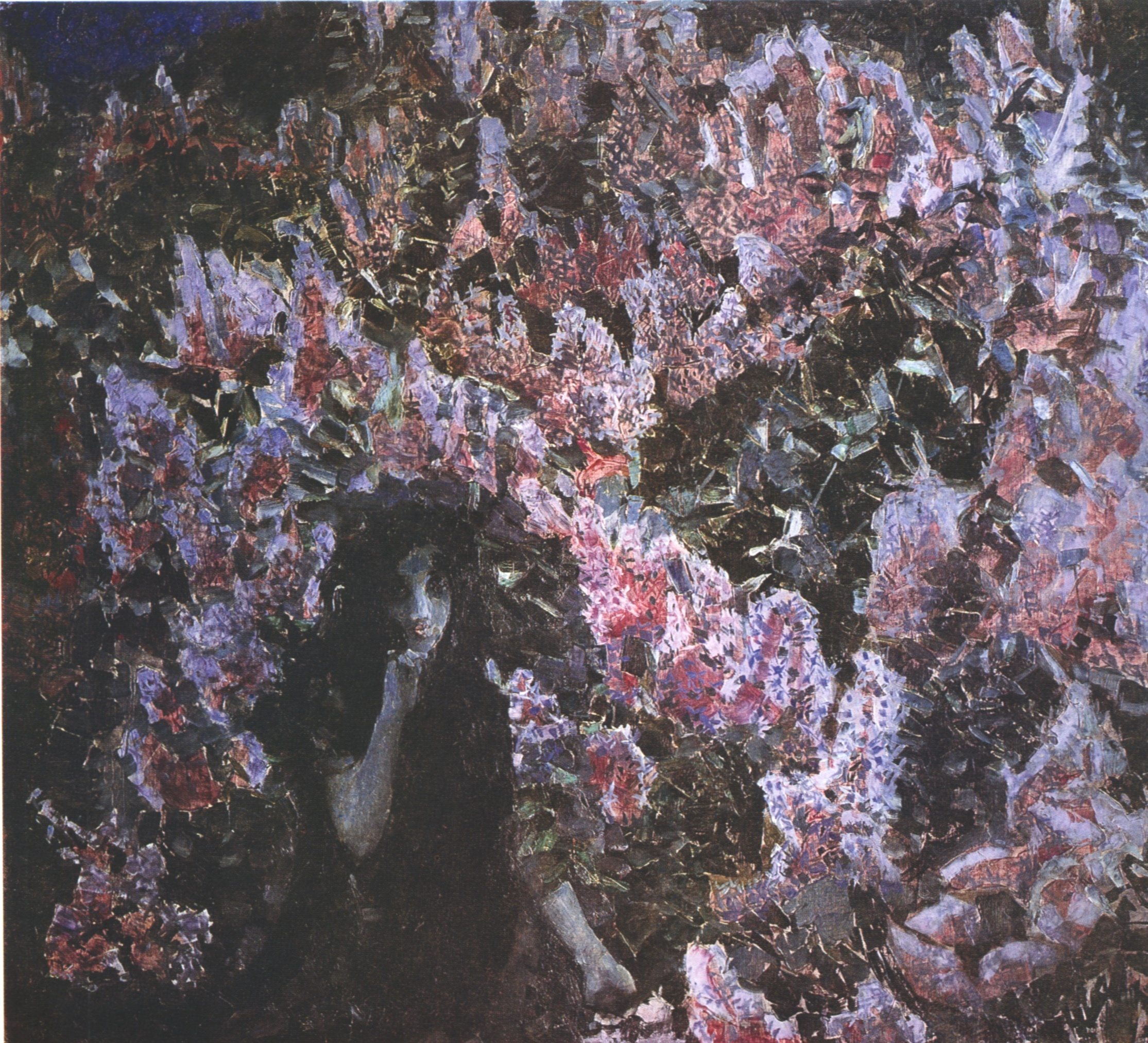
Lilas (1900)
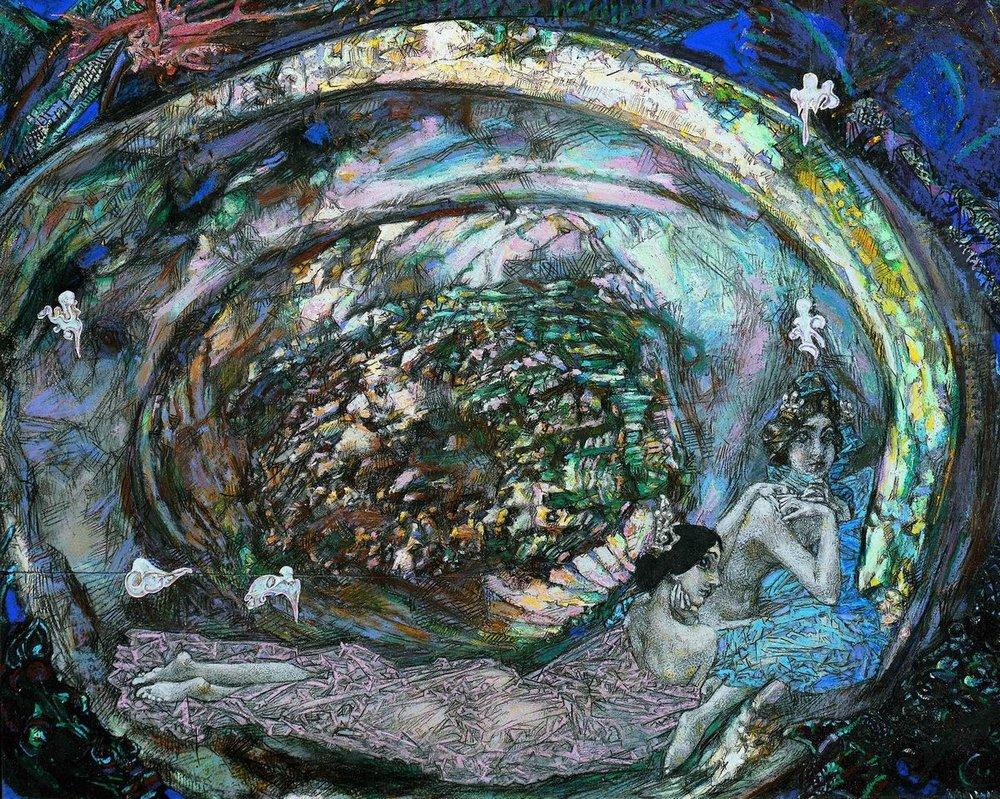
Coquilles de perles (1904)